# Delias funerea
Delias funerea é uma borboleta da família Pieridae. Foi descrita por Walter Rothschild em 1894. É encontrada no reino da Australásia.
Esta espécie está intimamente relacionada com Delias buruana e Delias duris.

## Subespécies
- Delias funerea funerea (Halmahera)
- Delias funerea okko Nakano, 1986 (Bachan)
- Delias funerea moritai Yagishita, 1994 (Morotai)